# Ракети не повинні злетіти
«Ракети не повинні злетіти» (рос. «Ракеты не должны взлететь») — український радянський художній фільм 1964 року, знятий режисерами Олексієм Швачком та Антоном Тимонішиним, за сценарієм Павла Загребельного й Миколи Фігуровського на Кіностудії імені Олександра Довженка.

## Сюжет
У 1944 році з концтабору, розташованого на території Німеччини, біжить полонений радянський офіцер Михайло Скиба. Він звільняє поляка Генріха Дулькевича, і вони разом тікають якомога далі від німців. Випадково натрапляють на американського десантника в якого завдання дізнатися точні координати розташування німецького пульта керування запуском ракет. Українець і поляк вирішують йому допомогти. В ході їхньої операції до них приєднується ще один поляк, американка, серб, німецький дезертир…

## У ролях
- Євген Гвоздьов — лейтенант Михайло Скиба, українець
- Гліб Стриженов — Генріх Дулькевич, майор, поляк
- Вія Артмане — Перл (Гертруда Шер), американка
- Лев Поляков — сержант Юджин, американец
- Юрій Волков — Карл Лібух, німецький інженер
- Всеволод Сафонов — унтер-офіцер Гейнц, німецький дезертир
- Таїсія Литвиненко — Доріс, дружина німецького дезертира Гейнця
- Володимир Волчик — Атанасіо, серб
- Олег Голубицький — Кліфтон, англієць
- Валерій Панарін — Болеслав, поляк
- Юрій Лавров — начальник гестапо
- Зоя Федорова — фрау Кестлер
- Сергій Сібель — нідерандський підпільщик
- Григорій Тесля — Кьорн
- Арнольд Сіккел — Фрідріх, мельник, дід Генріки
- Катерина Шандибіна — Генріка, дівчина з мельниці
- Олександир Смірнов — штандартенфюрер Гедіке
- В'ячеслав Єзепов — оберлейтенант Кранц
- Лев Перфілов — Фінк, німецький офіцер
- Олексій Сафанов — комендант (відсутній в титрах)
- Сергій Голованов — німецький офіцер
- Уно Лойт — німецький офіцер
- Вітольд Янпавліс — німецький офіцер[1]

## Творча група
- Автори сценарію: Павло Загрибельний, за участю Миколи Фігуровського
- Режисери-постановники: Олексій Швачко, Антон Тимонішин
- Оператор-постановник: Наум Слуцький
- Художник-постановник: Анатолій Добролежа
- Композитор: Ігор Шамо
- Текст пісні: Л. Смирнов
- Звукооператор: Н. Медведєв
- Режисер: Г. Брусін
- Оператор: Олександр Яновський
- Асистент оператора: Ю. Юровський
- Асистент режисера: Борис Зеленецький
- Художники: по гриму — Олена Парфенюк; по костюмах — Ядвіга Добровольська
- Комбіновані зйомки: оператор — Павло Король; художник — Валентин Корольов
- Режисер монтажу: Єлизавета Рибак
- Редактор: Григорій Зельдович
- Директор картини: Гліб Шандибін

## Прем'єра за кордоном
- 7 січня 1966 — Фінляндія
- 8 жовтня 1966 — Мексика[2]

## Цікаві факти
- У головного героя стрічки є теска — кошовий отаман Війська Запорізького Михайло Скиба.